# Aulas
Aulas ist eine französische Gemeinde mit 445 Einwohnern (Stand 1. Januar 2022) im Département Gard in der Region Okzitanien.

## Geografie
Die Gemeinde Aulas liegt im Südwesten des Cevennengebirges und befindet sich 51 Kilometer nordwestlich der Regionalhauptstadt Montpellier. Bedingt durch die Nähe zum rund 15 Kilometer nördlich gelegenen Mont Aigoual ist ihr Gebiet von großen Höhenunterschieden geprägt und umfasst Hügelketten und Berge von teils über 600 Metern Höhe. Andererseits wird sie vom Coudoulous durchflossen und verfügt an dessen Ufern über ein Tal, in welchem sich auch der Kernort Aulas befindet. Nur wenige Kilometer südlich mündet dieser in die Arre, welche ein weiteres Flusstal bildet. Entlang der beiden Flüsse formiert sich rund um die etwa 4.000 Einwohner zählende Kleinstadt Le Vigan eine Aulas einschließende Ansammlung größerer Ortschaften in einer ansonsten äußerst dünn besiedelten Region.
Die Nachbargemeinden von Aulas sind Arphy im Norden, Mandagout im Nordosten, Le Vigan im Osten, Avèze im Süden und Bréau-Mars im Westen.

### Infrastruktur
Nach Le Vigan bestehen mehrere Verbindungen. Die regionale Verkehrsstraße D48 bindet in südliche Richtung an das Tal der Arre und nach Norden an die unmittelbare Umgebung des Mont Aigoual an. Über Le Vigan besteht mit der D999 eine Anbindung an Ganges und im weiteren Verlauf auch an die Großstädte Montpellier und Nîmes.

## Geschichte und Kultur
Im Lauf der Geschichte besaß Aulas zeitweise eine hohe Bedeutung und galt als Hauptort der westlichen Cevennen. Maßgeblich für ihre Entwicklung war die Stärke der lokalen Tuch- und Stoffproduktion, welche die Wirtschaft prägte und dem Ort zu Wohlstand verhalf. Die Materialien wurden im Wesentlichen als Kleidung für die Armee des Königs verwendet. 1275 erlangte Aulas die Stadtrechte sowie das Recht auf Zollfreiheit. Im 14. Jahrhundert wurde die kleine Stadt befestigt und mit mehreren Zugangstoren versehen. Während am Chemin Neuf am Ufer des Coudoulous Mauerreste erhalten sind, ist am südlich davon gelegenen Chemin du Mas Rouger noch ein historisches Stadttor vorhanden. Zudem enthält das Ortsbild weitere Spuren des damaligen Wohlstands, darunter die alte Brücke über den Coudoulous und einige Herrenhäuser aus der damaligen Zeit. 
Die wirtschaftliche Blüte hielt bis ins 17. Jahrhundert an, anschließend verlor die Verarbeitung von Schafswolle wegen der Konkurrenz durch Baumwolle und Seide zunehmend an Bedeutung. Das ehemalige Hauptgebäude der Spinnerei enthält nach vorheriger Restauration seit 2010 eine Mühle zur Herstellung von Olivenöl. Bei der Olivenölproduktion handelt es sich ebenfalls um eine lange Tradition in der lokalen Wirtschaft. Im 18. Jahrhundert war der Ort in der Region ein wichtiger Ausgangspunkt für die Ideen der Aufklärung, da diese von verschiedenen lokalen Familien vorangebracht wurden. Zudem ist Aulas wie die gesamte Region stark durch den protestantischen Glauben geprägt, sodass sich im Ort sowohl eine katholische als auch eine protestantische Kirche befinden.

## Bevölkerungsentwicklung
| Jahr      | 1962 | 1968 | 1975 | 1982 | 1990 | 1999 | 2006 | 2012 |
| --------- | ---- | ---- | ---- | ---- | ---- | ---- | ---- | ---- |
| Einwohner | 384  | 308  | 296  | 338  | 386  | 391  | 439  | 455  |

Im Jahr 1793 wurde die Gemeinde von 900 Menschen bewohnt und in der nachfolgenden Zeit kam es zu einem leichten Anstieg bis auf den historischen Höchstwert von exakt 1000 Einwohnern, die 1846 erfasst wurden. Danach sank die Zahl auf rund 700 Bewohner zu Beginn des 20. Jahrhunderts, ehe etwa zur Zeit des Ersten Weltkriegs ein deutlicher Negativtrend einsetzte, welcher erst bei einer Einwohnerzahl von 296 im Jahr 1975 stoppte. Seither ist die Bevölkerung von Aulas hingegen wieder deutlich angewachsen.